# Jacob Hanssen

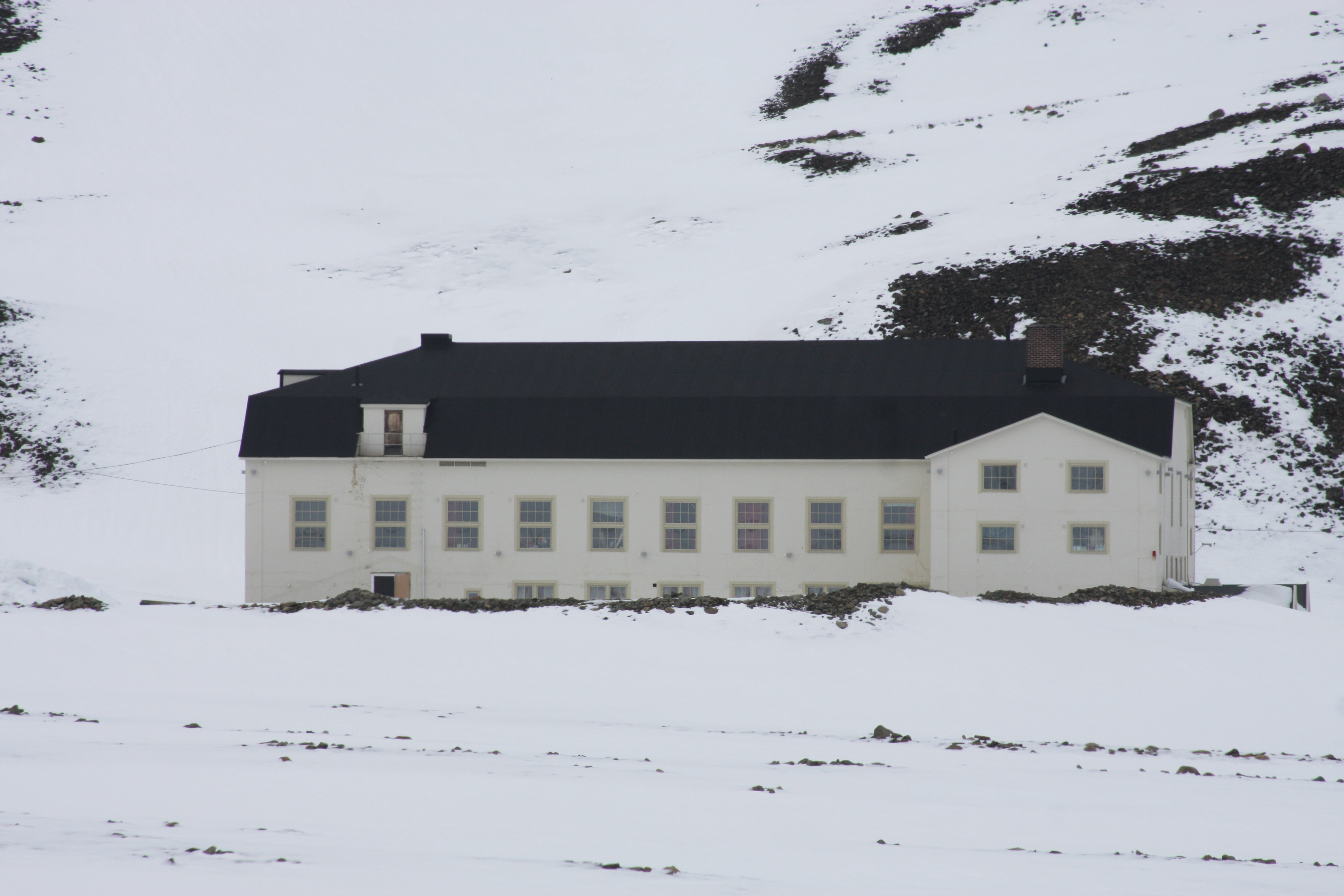
Huset i Longyearbyen, Svalbard

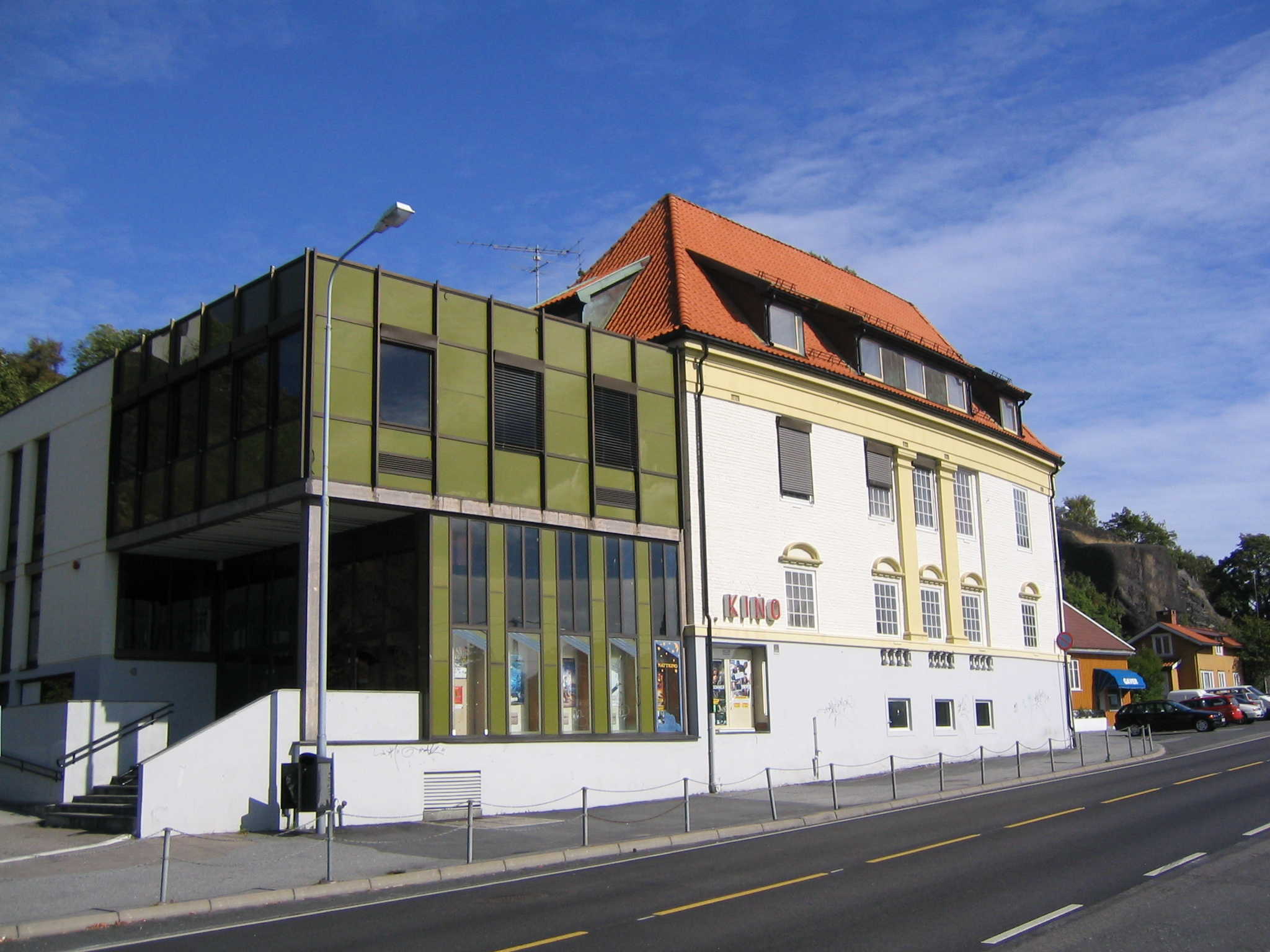
Munken kino i Larvik

Jacob O. M. Hanssen, född 20 september 1892 på Andørja i Ibestad kommun i Troms fylke, död i januari 1962, var en norsk arkitekt. 
Jacob Hanssen var den yngste av tio barn till Augustinus Hanssen och Jensine Elise Johansdatter Sparboe. Han utbildade sig till arkitekt från hösten 2010 på Trondhjems Tekniske Læreanstalt. Från 1911 arbetade han som tecknare i Adresseavisen, där han illustrerade aktuella händelser. Han anställdes
efter att ritat en teckning från premiären på Fjeldeventyret på Trondhjems Nationale Scene.
Han genomförde studierna på normal tid och tog examen 1914. Han fick anställning som assistent hos Axel Guldahl i Trondheim. Åren 1919–1921 arbetade han i Narvik innan han 1921 etablerade sig som arkitekt i Oslo. Han ritade flera biografer. Han fick sina första sådana uppdrag med att rita Lillestrøm Kinotheater och Munken kino i Larvik tillsammans med Gerhard Iversen. De båda arkitekterna fick därefter det stora uppdraget att rita Colosseum kino i Oslo, vilket vid färdigställandet 1928 var Nordens största biograf. År 1943, under professor Sverre Pedersens ledning, gjorde han basritningar för återuppbyggnaden av Bodø.

## Byggnader i urval
- Lillestrøm Kinotheater, Lillestrøm
- Munken kino, Larvik, 1921
- Colosseum kino, Oslo, 1928
- Rjukanhuset, tidigare Folkets hus, Rjukan, 1930
- Rådhuset, Ski
- Samfunnshuset, Hønefoss
- Bostadshus och mäss för tjänstemän, Longyearbyen, 1947
- Huset, Longyearbyen, 1951